# Riders of the Rio Grande
Riders of the Rio Grande è un film del 1943 diretto da Howard Bretherton e Albert DeMond.
È un film western statunitense con Tom Tyler, Bob Steele e Jimmie Dodd. Fa parte della serie di 51 film western dei Three Mesquiteers, basati sui racconti di William Colt MacDonald e realizzati tra il 1936 e il 1943. È la 51ª e ultima pellicola della serie.

## Produzione
Il film, diretto da Howard Bretherton e Albert DeMond (quest'ultimo non accreditato) su una sceneggiatura dello stesso DeMond con il soggetto basato sui personaggi creati da William Colt MacDonald, fu prodotto da Louis Gray per la Republic Pictures e girato nell'Iverson Ranch a Chatsworth in California Il brano della colonna sonora I Got Those Wailin' in the Jailhouse Blues fu composto da Jimmie Dodd (parole e musica).

## Distribuzione
Il film fu distribuito negli Stati Uniti dal 21 maggio 1943 al cinema dalla Republic Pictures. È stato distribuito anche in Grecia con il titolo Treis assoi tis fasarias.